# Ferdinand Greinecker
Ferdinand Greinecker (28. dubna 1893 Bystřice pod Hostýnem – 15. července 1952 tamtéž) byl český hudební skladatel.

## Život
Na housle a klavír hrál od dětství. Vystudoval učitelský ústav v Příboře, kde byl jeho učitelem František Schäfer, otec stejnojmenného klavíristy a skladatele. Stal se učitelem a většinu svého života prožil v Bystřici pod Hostýnem. V roce 1951 odešel do důchodu.
Zasloužil se o hudební život v kraji. Byl sbormistrem a od roku 1933 členem smyčcového kvarteta. Skladbu studoval soukromě u Eduarda Treglera. Komponoval převážně komorní hudbu, písně a sbory.

## Dílo
- Smyčcový kvartet
- Smyčcové trio
- Klavírní trio a jiné
- Písně na texty Josefa Václava Sládka, Jaroslava Vrchlického, Františka Táborského a Petra Bezruče.
- Mužské sbory (mj. Červený květ na slova Petra Bezruče)
- Dětské sbory
- Úpravy lidových písní
- Scénická hudba k pohádce Sůl nad zlato.

Většina skladeb zůstala v rukopise. Tiskem vyšly pouze Obžínky a Furiant pro klavír.